# Saquon Barkley
Saquon Barkley (New York, 9 febbraio 1997) è un giocatore di football americano statunitense che milita nel ruolo di running back per i Philadelphia Eagles della National Football League (NFL). Dopo essersi classificato quarto nelle votazioni dell'Heisman Trophy a Penn State nel 2017, fu scelto come secondo assoluto dai New York Giants nel Draft NFL 2018. Nella sua prima stagione fu convocato per il Pro Bowl e premiato come rookie offensivo dell'anno. Nel 2020 si infortunò per tutta la stagione ma tornò a essere convocato per il Pro Bowl nel 2022. Divenuto free agent, nel 2024 firmò un contratto triennale con gli Eagles con cui, nella prima stagione, superò le 2.000 yard corse, fu premiato come giocatore offensivo dell'anno e vinse il Super Bowl LIX contro i Kansas City Chiefs. Inoltre in quella stagione stabilì il record stagionale NFL per yard guadagnate dalla linea di scrimmage tra stagione regolare e playoff.

## Carriera universitaria
Barkley giocò al college a Penn State dal 2015 al 2017, totalizzando 3.843 yard e 43 touchdown su corsa, oltre a 1.195 yard e altri 8 touchdown su ricezione. Nell'ultimo anno finì al quarto posto nelle votazioni dell'Heisman Trophy e terzo in quelle del Maxwell Award. Nel 2016 vinse il titolo della Big Ten Conference e per due volte fu premiato come miglior giocatore offensivo dell'anno della conference.
Vittorie e premi
- Campione della Big Ten (2016)
- All-American (2017)
- Giocatore offensivo dell'anno della Big Ten (2016, 2017)

## Carriera professionistica

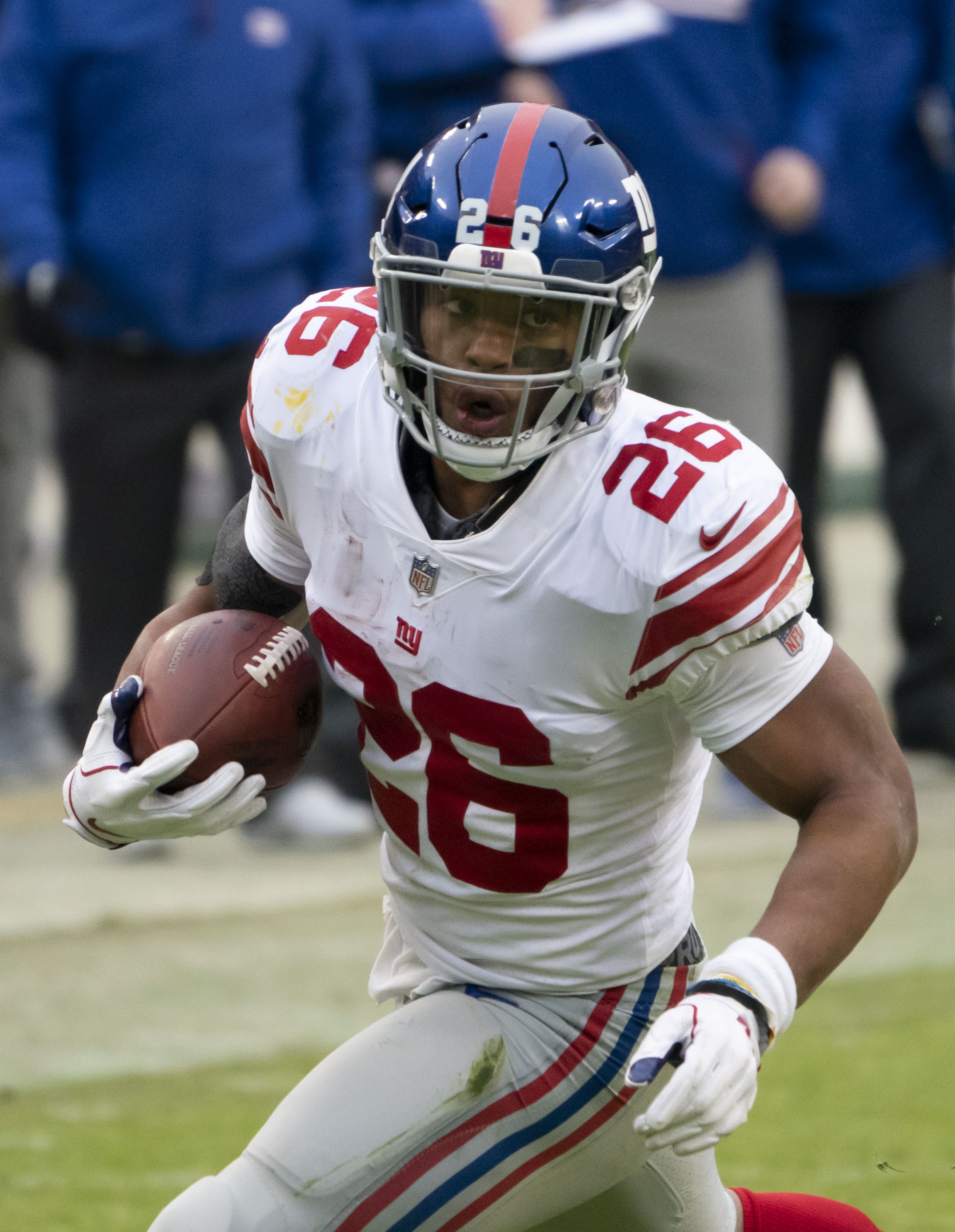
Barkley nel 2018 contro i Redskins

### New York Giants

#### Stagione 2018: rookie offensivo dell'anno
Barkley era considerato da diverse pubblicazioni come una delle prime due scelte assolute del Draft NFL 2018 Il 26 aprile 2018 fu scelto come secondo assoluto dai New York Giants. Debuttò partendo come titolare nel primo turno contro la difesa dei Jacksonville Jaguars, una delle migliori della lega, correndo 106 yard e un touchdown ma non riuscendo ad evitare la sconfitta ai suoi. Fu il primo rookie dei Giants a correre 100 yard nella gara di debutto dalla fusione AFL-NFL del 1970. Nel sesto turno corse 130 yard, ne ricevette 99 e segnò un touchdown contro i Philadelphia Eagles campioni in carica, venendo premiato come rookie della settimana. Nell'undicesimo turno corse 142 yard e segnò tre touchdown complessivi nella vittoria per 38-35 sui Tampa Bay Buccaneers. Per questa prestazione fu premiato come giocatore offensivo della NFC e come running back della settimana. Con 125 yard corse nel tredicesimo turno superò il record stagionale di franchigia per un rookie dei Giants. Sette giorni dopo con un TD dopo una corsa da 78 yard superò Odell Beckham (nel 2014) e Bill Paschal (nel 1943) col suo tredicesimo touchdown stabilendo un altro record di franchigia per un debuttante. A fine stagione fu convocato per il suo primo Pro Bowl e premiato come rookie offensivo dell'anno, battendo la concorrenza di Baker Mayfield..

#### Stagione 2019

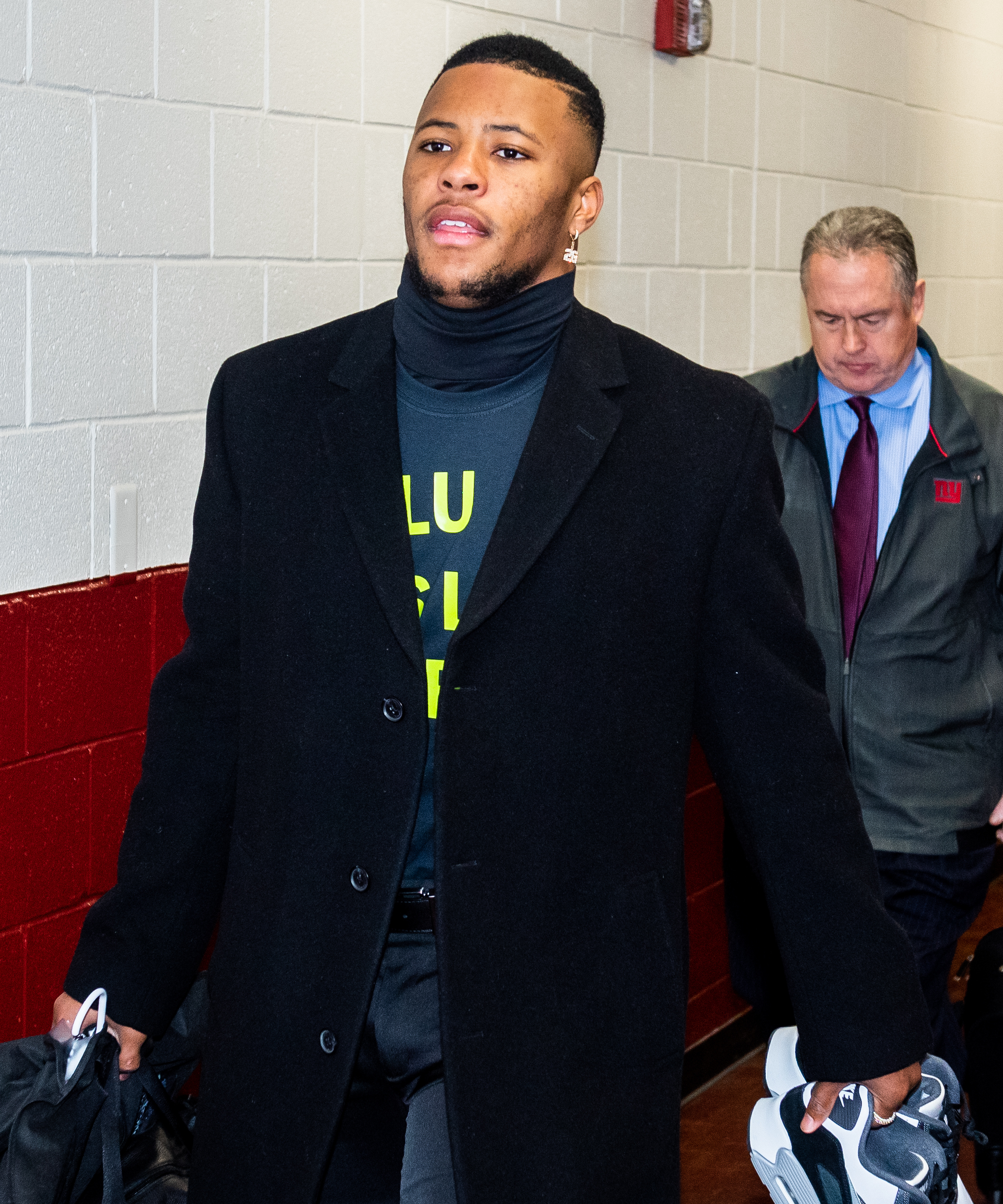
Barkley nel 2019

Nel terzo turno della stagione 2019 Barkley si infortunò a una caviglia, venendo costretto a uno stop di un mese. Tornò in campo nel settimo turno correndo 72 yard e un touchdown nella sconfitta con gli Arizona Cardinals. Seguì un lungo periodo di appannamento per riprendersi dall'infortunio, terminato nella settimana 15 in cui tornò a superare le 100 yard corse per la prima volta dal secondo turno. La settimana successiva totalizzò 279 yard (189 corse e 90 ricevute) nella vittoria per 41-35 sui Washington Redskins, infrangendo così il record della franchigia per yard guadagnate dalla linea di scrimmage in una singola partita, precedentemente detenuto da Tiki Barber dal 2002. Per questa prestazione fu premiato come giocatore offensivo della NFC e come running back della settimana.

#### Stagione 2020: infortunio
Nel secondo turno della stagione 2020 contro i Chicago Bears, Barkley si ruppe il legamento crociato anteriore, chiudendo la sua annata.

#### Stagione 2021

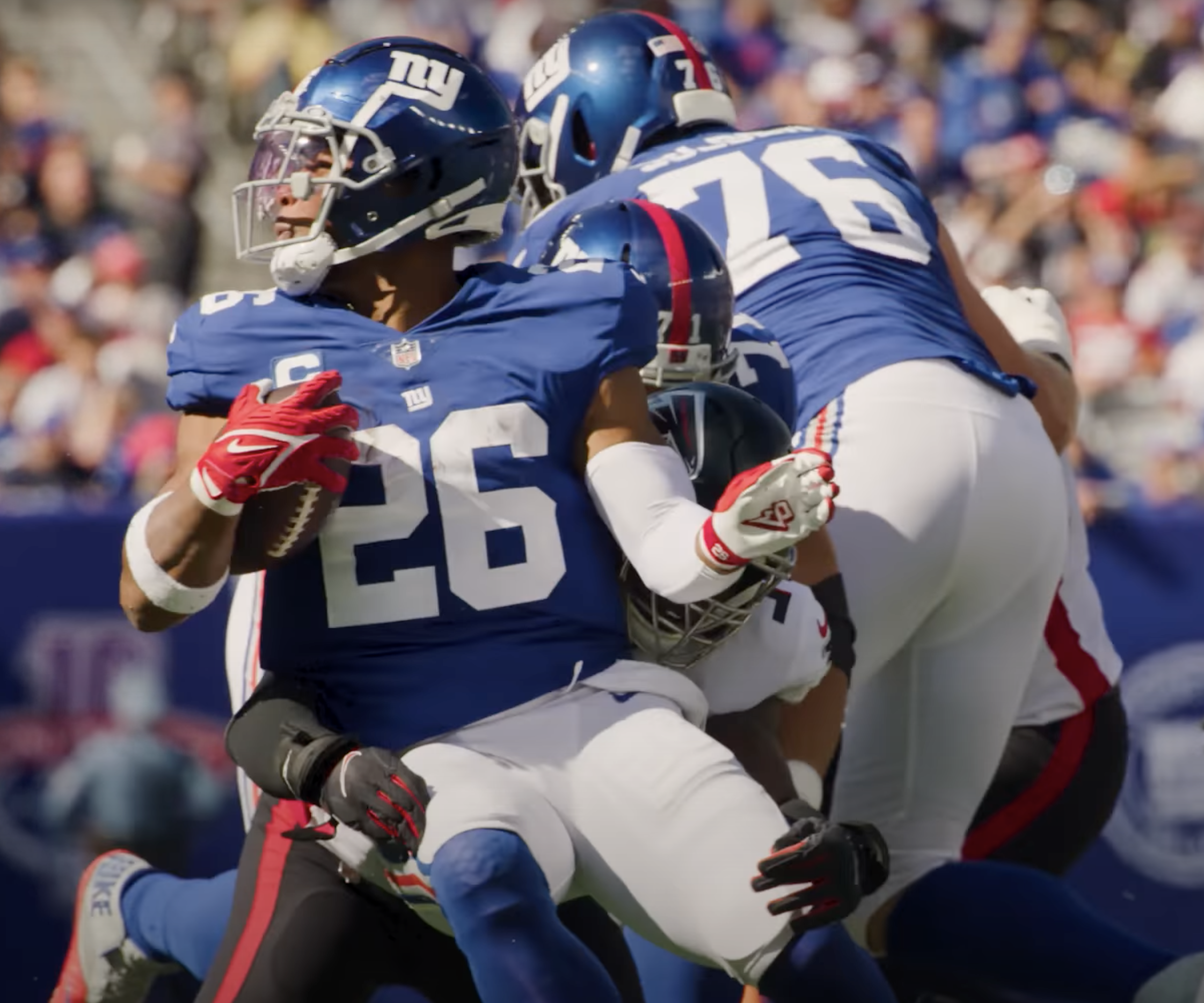
Barkley contro gli Atlanta Falcons al MetLife Stadium nel settembre 2021

Nella settimana 4 della stagione 2021 Barkley segnò il touchdown della vittoria ai tempi supplementari, la prima della stagione dei Giants. La sua stagione si chiuse con 593 yard corse, 2 touchdown su corsa, 41 ricezioni, 263 yard ricevute e 2 marcature su ricezione in 13 presenze.

#### Stagione 2022
Dopo due annate opache, nel primo turno della stagione 2022 mise in mostra la forma dei giorni migliori correndo 164 yard (inclusa una corsa da 68 yard) e un touchdown nella vittoria sui Tennessee Titans. Per questa prestazione fu premiato come giocatore offensivo della NFC della settimana. Nel quarto turno corse 146 yard, contribuendo alla vittoria sui Chicago Bears. A fine stagione fu convocato per il suo secondo Pro Bowl dopo essersi classificato quarto nella NFL con 1.312 yard corse. Nella prima gara di playoff in carriera, Barkley segnò 2 touchdown su corsa nella vittoria in casa dei Minnesota Vikings per 31-24. I Giants furono eliminati la settimana successiva dagli Eagles con un netto 38-7 in cui il running back guidò la squadra con 61 yard corse.

#### Stagione 2023
Il 7 marzo 2023 i Giants applicarono su Barkley la franchise tag. Dopo una pesante sconfitta per 44-0 contro i Cowboys nel primo turno, la settimana successiva Barkley contribuì con due touchdown a rimontare 21 punti agli Arizona Cardinals e a vincere per 31-28. In quella partita subì però un infortunio che gli fece saltare le successive tre gare, tutte le perse dai Giants, tornò in campo nel sesto turno correndo correndo 93 yard nella sconfitta contro Buffalo. Nella settimana 11 segnò due touchdown su ricezione nella vittoria su Washington. Nell'ultimo turno contro Philadelphia segnó due touchdown su corsa nella vittoria. Chiuse la sua ultima stagione ai Giants con 247 corse per 962 yard e 6 touchdown, oltre a 41 ricezioni per 280 yard e 4 touchdown su ricezione in 14 partite, tutte come titolare.

### Philadelphia Eagles

#### Stagione 2024: 2.000 yard corse, giocatore offensivo dell'anno e vittoria del Super Bowl
L'11 marzo 2024 Barkley firmò un contratto triennale del valore di 37,75 milioni di dollari con i Philadelphia Eagles. Nella prima partita con la nuova maglia corse 109 yard e segnò tre touchdown (due su corsa e uno su ricezione) nella vittoria sui Packers per 34-29 alla Corinthias Arena di San Paolo, in Brasile, venendo premiato come giocatore offensivo della NFC della settimana. Nel terzo turno corse 147 yard e 2 touchdown, incluso uno da 65 yard, nella vittoria sui Saints, una delle squadre più in forma di inizio stagione. Nella settimana 7 tornò per la prima volta al MetLife Stadium da avversario contro i Giants, rispondendo con il secondo massimo in carriera per yard corse, 176, con un touchdown, nella vittoria per 28-3, venendo premiato come giocatore offensivo della NFC della settimana. Due settimane dopo guadagnò 199 yard dalla linea di scrimmage e segnò due touchdown nella vittoria sui Jacksonville Jaguars ma balzò agli onori delle cronache soprattutto per una capriola all'indietro con cui superò un difensore avversario. Ancora una volta fu premiato come giocatore offensivo della NFC della settimana e come running back della settimana.
Nell'anticipo dell'undicesimo turno Barkley corse 146 yard e 2 touchdown nella vittoria sui Commanders. Nella gara successiva corse un primato personale, un record di franchigia e il nono risultato della storia della NFL di 255 yard, inclusi due touchdown da 70 e 72 yard, arrivando a guidare la lega con 1.392 yard corse, già un nuovo primato personale a diverse gare dal termine della stagione. Per questa prestazione fu premiato come giocatore offensivo della NFC della settimana e come running back della settimana. Nel turno successivo corse 107 yard e un touchdown, con gli Eagles che colsero una vittoria di prestigio contro i Baltimore Ravens. Alla fine di novembre fu premiato come giocatore offensivo della NFC del mese, in cui guadagnó 777 yard dalla linea di scrimmage e segnó sei touchdown in quattro partite, tutte vinte dagli Eagles.
Nella settimana 14, nella vittoria sui Panthers, Barkley con 124 yard corse batté il record di franchigia degli Eagles per yard corse in una stagione appartenente a LeSean McCoy con quattro gare ancora da giocare. Nella settimana 16 corse 150 yard e segnò 2 touchdown ma gli Eagles furono sconfitti da Washington dopo dieci vittorie consecutive. Nel penultimo turno corse 31 volte per 167 yard nella vittoria per 41-7 sui Cowboys, diventando il nono giocatore della storia a correre 2.000 yard in una stagione. Nell'ultimo turno, malgrado si trovasse a sole 101 yard dal record stagionale di Eric Dickerson, Barkley, d'accordo con l'allenatore e la dirigenza, optó per non scendere in campo, dato che gli Eagles erano già sicuri di un posto nei playoff e del secondo posto nel tabellone della NFC.
A fine stagione fu convocato per il suo terzo Pro Bowl, inserito nel First-team All-Pro e premiato come miglior giocatore offensivo dell'anno. Inoltre si classificò terzo nel premio di MVP della NFL.
Nel primo turno di playoff contro i Green Bay Packers, Barkley corse 25 volte per 119 yard nella vittoria per 22–10. La settimana successiva contro i Rams, il giocatore replicó la sua storica prestazione del dodicesimo turno correndo 205 yard e segnando due touchdown, entrambi su corse da più di 60 yard, nella vittoria per 28-22. Contro i Commanders nella finale della NFC, Barkley corse 118 yard e 3 touchdown su 15 possessi nella vittoria per 55-23 che portò gli Eagles al Super Bowl LIX. Nella finalissima, Barkley corse 57 yard e ne ricevette 40 nella vittoria sui Chiefs per 40-22, conquistando il suo primo titolo. In quella partita stabilì i record NFL per yard corse (2.504) e yard dalla linea di scrimmage (2.857) in una stagione inclusi in playoff, superando l'Hall of Famer Terrell Davis. Inoltre divenne il terzo running back della storia a vincere i titoli di rookie offensivo dell'anno, giocatore offensivo dell'anno e il Super Bowl dopo Marcus Allen e Marshall Faulk.

#### Stagione 2025

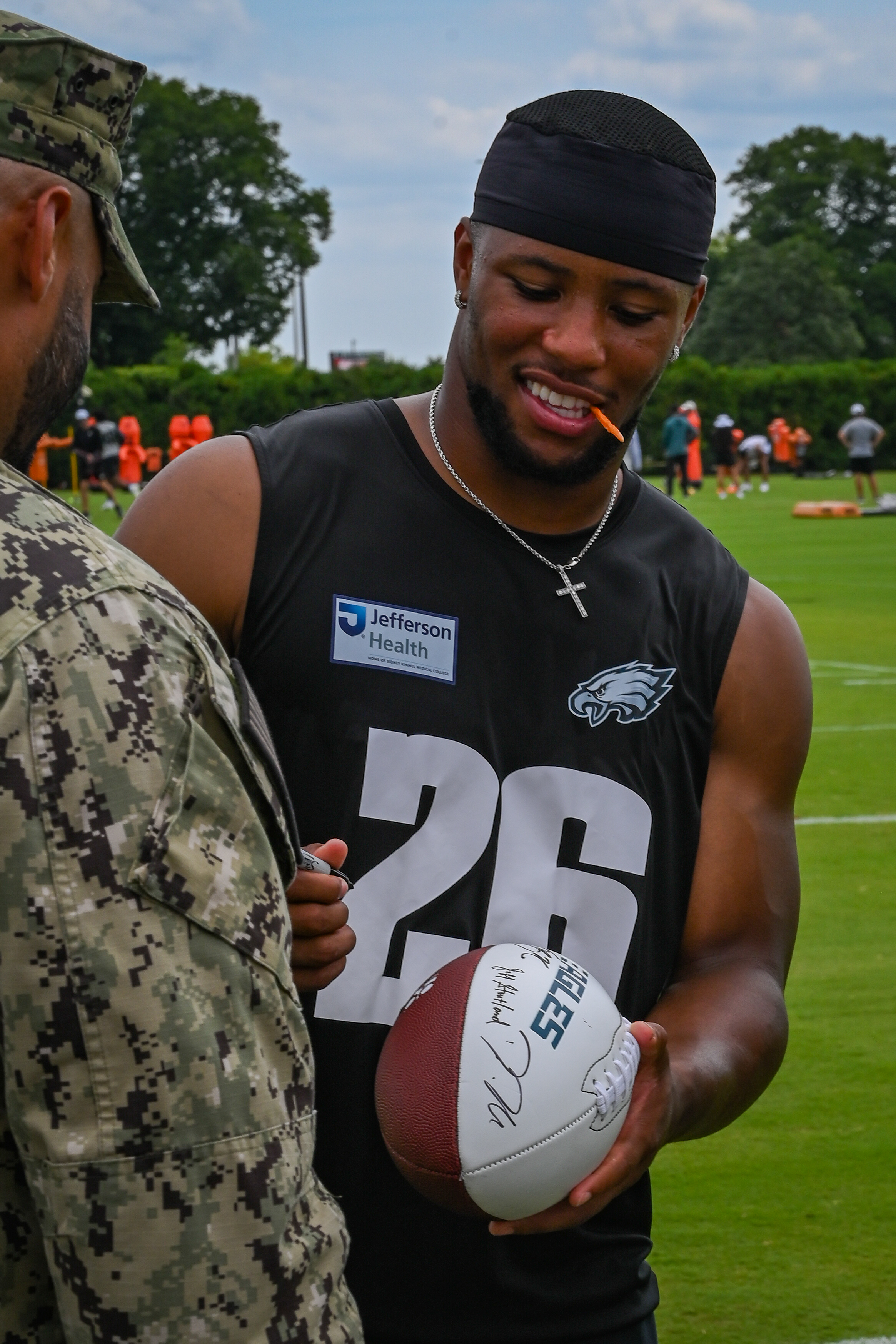
Barkley nel 2025

Il 4 marzo 2025 Barkley firmó con gli Eagles un rinnovo contrattuale biennale del valore di 41,2 milioni di dollari, di cui 36 milioni garantiti.

## Palmarès

### Franchigia
- Super Bowl : 1

Philadelphia Eagles: LIX
- National Football Conference Championship: 1

Philadelphia Eagles: 2024

### Individuale
- Miglior giocatore offensivo dell'anno della NFL: 1

2024
- Convocazioni al Pro Bowl: 3

2018, 2022, 2024
- Rookie offensivo dell'anno - 2018
- Giocatore offensivo della NFC del mese: 1

novembre 2024
- Giocatore offensivo della NFC della settimana: 5

11ª del 2018, 16ª del 2019, 1ª del 2022, 1ª, 7ª, 9ª e 12ª del 2024
- Running back dell'anno: 1

2018
- Running back della settimana: 4

11ª del 2018, 16ª del 2019, 9ª e 12ª del 2024
- Rookie della settimana: 1

6ª del 2018
- PFWA All-Rookie Team - 2018
- Club delle 2.000 yard corse in una stagione
- Leader della NFL in yard corse: 1

2024
- Bert Bell Award: 1

2024

## Statistiche

### Stagione regolare
| 2018   | NYG    | 16 | 16 | 261   | 1 307 | 5,0  | 78 | 11 | 91  | 721   | 7,9  | 57 | 4  | 0 | 0 |
| 2019   | NYG    | 13 | 13 | 217   | 1 003 | 4,6  | 68 | 6  | 52  | 438   | 8,4  | 65 | 2  | 1 | 0 |
| 2020   | NYG    | 2  | 2  | 19    | 34    | 1,8  | 18 | 0  | 6   | 60    | 10,0 | 38 | 0  | 0 | 0 |
| 2021   | NYG    | 13 | 13 | 162   | 593   | 3,7  | 41 | 2  | 41  | 263   | 6,4  | 54 | 2  | 2 | 1 |
| 2022   | NYG    | 16 | 16 | 295   | 1 312 | 4,5  | 68 | 10 | 57  | 338   | 5,9  | 41 | 0  | 1 | 0 |
| 2023   | NYG    | 14 | 14 | 247   | 962   | 3,9  | 36 | 6  | 41  | 280   | 6,8  | 46 | 4  | 2 | 2 |
| 2024   | PHI    | 16 | 16 | 345   | 2 005 | 5,8  | 72 | 13 | 33  | 278   | 8,4  | 43 | 2  | 2 | 1 |
| Totale | Totale | 90 | 90 | 1 546 | 7 216 | 4,67 | 78 | 48 | 321 | 2 378 | 7,4  | 65 | 14 | 8 | 4 |

### Play-off
| 2022   | NYG    | 2 | 2 | 18  | 114 | 6,3 | 39 | 2 | 7  | 77  | 11,0 | 24 | 0 | 0 | 0 |
| 2024   | PHI    | 4 | 4 | 91  | 499 | 5,5 | 78 | 5 | 13 | 75  | 18,8 | 22 | 0 | 0 | 0 |
| Totale | Totale | 6 | 6 | 109 | 613 | 5,6 | 78 | 7 | 20 | 152 | 7,6  | 24 | 0 | 0 | 0 |

Fonte: Football Database
In grassetto i record personali in carriera -      Vincitore del Super Bowl